# Ted Saskin
Ted Saskin est directeur exécutif de la Association des joueurs de la Ligue nationale de hockey de 2005 à 2007. Il en a assumé la charge après la démission de Bob Goodenow le 28 juillet 2005. Il fut auparavant le directeur général des affaires économiques et des franchises de la NHPLA. La nomination de Saskin intervint sous l'examen attentif de certains joueurs qui statuèrent que son élection était irrégulière, et qu'il avait maquillé les chiffres des salaires durant les négociations avec le président de l'union des joueurs Trevor Linden, un transfuge des Canucks de Vancouver.
Le 2 octobre 2006, un groupe de joueurs de la NHL, mené par Chris Chelios, a lancé des poursuites devant une cour de justice fédérale américaine afin de démissionner Saskin et d'obtenir des millions de dollars US en dommages et intérêts.